# Milan Purović
Milan Purovic (Titogrado, atual Podgorica, 7 de Maio de 1985) é um futebolista montenegrino, que joga habitualmente como avançado.
O ponta-de-lança esteve em Portugal, ao serviço da seleção montenegrina de futebol, durante o Europeu de sub-21. 
Na época de 2005, Purovic marcou um golo no Estádio Municipal de Braga, num jogo entre os arsenalistas e o Estrela Vermelha, a contar para a Taça UEFA. 
Nas últimas três temporadas no campeonato sérvio, Purovic apontou 22 golos em 49 jogos, enquanto com a camisola da selecção, o avançado tem cinco tentos em 19 encontros.
No final da época 2007/2008 foi dispensado do Sporting Clube de Portugal, tendo em Julho de 2009 assinado pelo Kayserispor, do Campeonato Turco de Futebol.

Em Julho da época 2009/10 foi emprestado ao Videoton da Hungria. Em Janeiro de 2010 foi novamente emprestado pelo Sporting ao Olimpija da Eslovénia.
Em Agosto da época 2010/2011 foi emprestado ao Belenenses de Portugal. A 27 de Julho de 2011 assinou pelo OFK Beograd.